# Truls Johansen
Pour les articles homonymes, voir Johansen.
Truls Johansen, né le 27 avril 1989, est un skieur alpin norvégien spécialiste du slalom.

## Biographie
En 2011, il prend part à sa première course de Coupe du monde à Kranjska Gora, puis devient champion de Norvège de slalom.
Il connaît son premier succès international en janvier 2012 en remportant le slalom de Coupe d'Europe à Méribel.

## Palmarès

### Coupe du monde
- Meilleur classement général : 109e en 2013.
- Meilleur résultat : 9e.
- 1 podium par équipes.

#### Différents classements en Coupe du monde
| Année | Classement général final | Classement en slalom |
| 2012  | 120e                     | 45e                  |
| 2013  | 109e                     | 44e                  |

### Coupe d'Europe
- 5 podiums, dont 3 victoires (2 en slalom et 1 en City Event).

### Championnats de Norvège
- Champion de Norvège du slalom en 2011.